# LEGION (Creepy Nutsのアルバム)
『LEGION』は2025年2月5日に配信で発売され、同年3月12日にソニー・ミュージックアソシエイテッドレコーズからCD規格として発売されたCreepy Nutsの4枚目のフルアルバムである。

## 概要
- フルアルバムとしてはメジャー3rdフルアルバムである『アンサンブル・プレイ』より約3年ぶりのアルバム。
- CD規格では2024年6月16日に開催された『Creepy Nuts ONE MAN TOUR 2024 at 国立代々木競技場 第一体育館』の模様を収録したBlu-rayが付属する初回盤、DISC2にラジオトークを収録したラジオ盤、通常盤の3形態で発売。
- グループの公式YouTubeでは各収録曲を視聴できるビジュアライザー映像が順次公開されている。
- 同年5月からはアルバム発売を記念したワンマンツアー『Creepy Nuts ONE MAN TOUR 「LEGION」』が開催予定[3]。

## 背景・制作
- 前作『アンサンブル・プレイ』ではフィクションを題材にした歌詞が多かったが、リリースから3年の月日の間にR-指定が結婚し、子育てをするようになるなどプライベートに大きく変化が起きたこと、収録曲の中では最初に制作に取り掛かった「ビリケン」がドキュメントの側面を担っていた事から、全体的にR-指定自身のドキュメントをテーマにした歌詞が多くなったという。
- トラックに関してもDJ松永は、音を重ねすぎるとこの曲で聴かせたい楽器やメロディー、リフが情報過多となり分かりづらくなってしまう事から、出来る限り音数を減らし、レコーディングの際にはマイクから、プリアンプ、コンプレッサーまで全て自身で選定し、研究したと述べている[4]。
- マスタリングエンジニアはカニエ・ウェスト、ケンドリック・ラマーなどを手掛けたエンジニア、マイク・ボッツィが担当している。

## 収録曲
| 全作詞: R-指定、全作曲: DJ松永。 |                          |        |            |      |
| #                                | タイトル                 | 作詞   | 作曲・編曲 | 時間 |
| 1.                               | 「中学22年生」           | R-指定 | DJ松永     | 2:10 |
| 2.                               | 「doppelgänger」         | R-指定 | DJ松永     | 2:48 |
| 3.                               | 「ビリケン」             | R-指定 | DJ松永     | 2:30 |
| 4.                               | 「japanese」             | R-指定 | DJ松永     | 2:46 |
| 5.                               | 「ちゅだい」             | R-指定 | DJ松永     | 1:38 |
| 6.                               | 「Bling-Bang-Bang-Born」 | R-指定 | DJ松永     | 2:49 |
| 7.                               | 「エマニエル」           | R-指定 | DJ松永     | 3:02 |
| 8.                               | 「Get Higher」           | R-指定 | DJ松永     | 3:38 |
| 9.                               | 「はらぺこあおむし」     | R-指定 | DJ松永     | 2:29 |
| 10.                              | 「First Penguin」        | R-指定 | DJ松永     | 2:55 |
| 11.                              | 「オトノケ」             | R-指定 | DJ松永     | 3:06 |
| 12.                              | 「二度寝」               | R-指定 | DJ松永     | 3:28 |
| 13.                              | 「通常回」               | R-指定 | DJ松永     | 3:09 |
| 14.                              | 「mart」                 | R-指定 | DJ松永     | 1:21 |
| 15.                              | 「LEGION」               | R-指定 | DJ松永     | 2:33 |
| 合計時間:                        | 合計時間:                | 40:29  |            |      |

| #   | タイトル                     | 作詞 | 作曲・編曲 |
| --- | ---------------------------- | ---- | ---------- |
| 1.  | 「ビリケン」                 |      |            |
| 2.  | 「ヘルレイザー」             |      |            |
| 3.  | 「堕天」                     |      |            |
| 4.  | 「助演男優賞」               |      |            |
| 5.  | 「バレる!」                  |      |            |
| 6.  | 「ぬえの鳴く夜は」           |      |            |
| 7.  | 「パッと咲いて散って灰に」   |      |            |
| 8.  | 「スポットライト」           |      |            |
| 9.  | 「顔役」                     |      |            |
| 10. | 「Bling-Bang-Bang-Born」     |      |            |
| 11. | 「Lazy Boy」                 |      |            |
| 12. | 「風来」                     |      |            |
| 13. | 「Bad Orangez」              |      |            |
| 14. | 「dawn」                     |      |            |
| 15. | 「ロスタイム」               |      |            |
| 16. | 「紙様」                     |      |            |
| 17. | 「友人A」                    |      |            |
| 18. | 「阿婆擦れ」                 |      |            |
| 19. | 「Dr.フランケンシュタイン」  |      |            |
| 20. | 「かつて天才だった俺たちへ」 |      |            |
| 21. | 「のびしろ」                 |      |            |
| 22. | 「よふかしのうた」           |      |            |
| 23. | 「二度寝」                   |      |            |
| 24. | 「土産話」                   |      |            |
| 25. | 「グレートジャーニー」       |      |            |

## 楽曲解説
1. 中学22年生
当初はDJ松永が製作するもどう使うか悩んでいたトラックに、R-指定が「ずっとパンチラインで殴っていくリリック」を載せていき、完成した楽曲。
アルバムの曲順を決める際にはDJ松永の案を採用し、一曲目となった。
2. doppelgänger
配信限定シングル。歌詞内ではR-指定のソロ曲『Dr.strangelab』がサンプリングされているが、R-指定曰く「気持ちよさ優先でブワーッと書いていった」「たまたま」。
3. ビリケン
配信限定シングル。アルバムの中では最初に制作された楽曲であり、この曲を製作した事でアルバム全体の流れが決まっていったという。
MVではアルバムのジャケットにもなっているスーパーマーケット「スーパー玉出」が登場している。
4. japanese
5. ちゅだい
6. Bling-Bang-Bang-Born
配信シングルおよび、3rdCDシングル（両A面）。グループ最大のヒット曲。
7. エマニエル
DJ松永がR-指定と曲制作をする際に『R-指定のリリックを降ろし、画を想像しながらトラックを作る』作業において、特に意識して製作された楽曲。
8. Get Higher
R-指定曰く「ラッパーの自分、それ以前の自分、それよりもっと奥、内側の個人的な話をしてるかもしれない」楽曲。
9. はらぺこあおむし
歌詞内ではR-指定が所属しているヒップホップグループ、梅田サイファーのメンバーであるテークエムが登場している。
10. first penguin
11. オトノケ
配信シングルおよび、4thCDシングル。
12. 二度寝
配信シングルおよび、3rdCDシングル（両A面）。
13. 通常回
R-指定曰く「自分の超個人的なこととかを、すっげえドラマチックに解釈」しつつも、「必要以上にエモくもドラマチックでもなく、でも必要以上に淡々ともしてない」という自身の主観を描いた楽曲。
14. mart
15. LEGION

## タイアップ
| 楽曲                 | タイアップ                                                                |
| -------------------- | ------------------------------------------------------------------------- |
| ビリケン             | ZIMA「Creepy Nuts with ZIMA ”遊べ”」篇 CMソング                           |
| Bling-Bang-Bang-Born | テレビアニメ『マッシュル-MASHLE- 神覚者候補選抜試験編』オープニングテーマ |
| 二度寝               | TBSテレビ系金曜ドラマ『不適切にもほどがある!』主題歌                      |
| オトノケ             | テレビアニメ『ダンダダン』オープニングテーマ                              |
| doppelgänger         | 映画『アンダーニンジャ』主題歌                                            |